# Paralaoma
Paralaoma is een geslacht van weekdieren uit de klasse van de Gastropoda (slakken).

## Soorten
- Paralaoma allochroida (Suter, 1890)
- Paralaoma ambigua Iredale, 1913
- Paralaoma angusta Vermeulen, Liew & Schilthuizen, 2015
- Paralaoma buddlei Powell, 1951
- Paralaoma lateumbilicata (Suter, 1890)
- Paralaoma manawatawhia Goulstone & Brook, 1999
- Paralaoma miserabilis (Iredale, 1913)
- Paralaoma pagoda Climo, 1973
- Paralaoma pumila (Hutton, 1882)
- Paralaoma raki Goulstone & Brook, 1999
- Paralaoma raricostata (Suter, 1890)
- Paralaoma regia Powell, 1948
- Paralaoma sericata (Suter, 1890)
- Paralaoma serratocostata Webster, 1906
- Paralaoma servilis (Shuttleworth, 1852)
- Paralaoma thomsoni (Suter, 1917)
- Paralaoma turbotti Powell, 1948